# Stane Derganc
Stane Derganc   (Ljubljana, 23 d'abril de 1893 - Ankaran, 9 d'agost de 1981) va ser un gimnasta artístic eslovè que va competir sota bandera iugoslava durant la dècada de 1920.
El 1924 va prendre part en els Jocs Olímpics de París, on disputà les nou proves del programa de gimnàstica. Destaquen una quarta posició en el concurs complet equips, una cinquena en salt sobre cavall lateral i una sisena en cavall amb arcs, mentre en les altres proves finalitzà en posicions més endarrerides. Quatre anys més tard, als Jocs d'Amsterdam, disputà les set proves del programa de gimnàstica. Guanyà la medalla de bronze en les competicions del concurs complet per equips i salt sobre cavall.
En el seu palmarès també destaquen tres medalles al Campionat del Món de gimnàstica artística, dues de plata i una de bronze.